# Pío Corcuera
Pío Sixto Corcuera (Buenos Aires, 17 de julio de 1921-Buenos Aires, 22 de noviembre de 2011) fue un futbolista argentino que se desempeñaba en la posición de entreala derecho. 
Surgido de las inferiores del Club Atlético Boca Juniors, hizo su debut en la Primera División de Argentina en el año 1941 e integró las filas del equipo «xeneize» durante 7 años, hasta que fue trasferido a Gimnasia y Esgrima de La Plata, retirándose del fútbol profesional a la prematura edad de 29 años.
Con el equipo «xeneize» conquistó un total de 6 títulos, entre los cuales destacan dos títulos de Primera División Argentina, el Campeonato de Primera de 1943 y el Campeonato de Primera de 1944.
Además, consiguió dos copas nacionales y dos copas internacionales AFA-AUF.
Formó uno de los quintetos de delantera más recordadas de la historia del club, junto con Mario Boyé, Jaime Sarlanga, Severino Varela y Mariano Sánchez. 
Convirtió un total 80 goles y se encuentra 11° entre los máximos goleadores en la historia del club. Es considerado un ídolo «xeneize» de la década de los 40'.

## Biografía

### Boca Juniors (1941-1948)
Surgido de las divisiones inferiores de Boca Juniors. Su debut como futbolista profesional se dio el 26 de junio de 1941 en la derrota (2-3) contra San Lorenzo de Almagro, donde marcó un gol con el que su equipo se había puesto en ventaja en el marcador (2-1). En ese año terminó jugando 5 partidos, todos por el campeonato local. Al siguiente año empezó a tener más rodaje en el primer equipo y terminó jugando 19 partidos y marcando 10 goles. En ese campeonato fue partícipe de la mayor goleada de la historia de Boca (11-1 contra CA Tigre) en la cual marcó un gol y, también en ese torneo, marcó por primera vez en su carrera un doblete (6-0 contra Racing Club). En el campeonato de 1943 logró su primer título como futbolista e hizo 13 tantos en 26 encuentros disputados. En dicho torneo logró por primera vez meter 4 goles en un partido, en la goleada 10-1 contra Chacarita Juniors. También, en ese año, marcó otros dos goles: uno contra Platense por la Copa de la República (derrota 3-4) y el otro contra el mismo rival pero en la Copa Adrián C. Escobar (empate 1-1). En 1944 volvió a salir campeón del torneo local, logrando el bicampeonato, convirtiendo 16 goles en 28 partidos. Los goles más importantes hechos en ese torneo fueron los concretados ante Racing Club en la última fecha del campeonato que sirvieron para que su equipo se consagrara campeón en el estadio de su máximo rival, River Plate, ya que La Bombonera se encontraba clausurada. En ese año, por la Copa de Competencia Británica, marcó 2 goles en 3 partidos. En 1945 terminó segundo en el campeonato local, donde jugó 29 partidos y metió 11 goles. En el campeonato de 1946 volvió a salir segundo, marcando 13 goles en 29 cotejos disputados. En el campeonato de 1947 salió subcampeón por tercera vez consecutiva, en el cual disputó 23 encuentros y marcó 11 goles. En 1948 disputó su último torneo en el club. Jugó 7 partidos y marcó 5 goles. Su último partido fue contra Newell's Old Boys, en el empate 1-1.

## Clubes
| Club         | País      | Año        |
| ------------ | --------- | ---------- |
| Boca Juniors | Argentina | 1941- 1948 |
| Gimnasia LP  | Argentina | 1949-1951  |

## Estadísticas
Datos actualizados al fin de la carrera deportiva.
| Boca Juniors Argentina |               |               |     |     |    |    |    |     |      |      |      |
| 1.ª |               |               |     |     |    |    |    |     |      |      |      |
| 1941 | 5             | 1             | -   | -   | -  | -  | 5  | 1   | 0,20 |      |      |
| 1942 | 19            | 10            | -   | -   | -  | -  | 19 | 10  | 0,52 |      |      |
| 1943 | 26            | 13            | 2   | 2   | -  | -  | 28 | 15  | 0,53 |      |      |
| 1944 | 28            | 15            | 4   | 3   | -  | -  | 32 | 18  | 0,56 |      |      |
| 1945 | 29            | 11            | 5   | 4   | 2  | 1  | 36 | 16  | 0,44 |      |      |
| 1946 | 29            | 13            | 6   | 4   | 2  | 4  | 37 | 21  | 0,56 |      |      |
| 1947 | 23            | 11            | -   | -   | -  | -  | 23 | 11  | 0,47 |      |      |
| 1948 | 7             | 5             | -   | -   | -  | -  | 7  | 5   | 0,71 |      |      |
| Total club | Total club    | 166           | 79  | 17  | 13 | 4  | 5  | 187 | 97   | 0,51 |      |
| Gimnasia y Esgrima La Plata Argentina |               |               |     |     |    |    |    |     |      |      |      |
| 1.ª | 1949          | 19            | 11  | -   | -  | -  | -  | 19  | 11   | 0,57 |      |
| 1.ª | 1950          | 26            | 9   | -   | -  | -  | -  | 26  | 9    | 0,34 |      |
| 1.ª | 1951          | 20            | 4   | -   | -  | -  | -  | 20  | 4    | 0,20 |      |
| Total club | Total club    | 65            | 24  | 0   | 0  | 0  | 0  | 65  | 24   | 0,36 |      |
| Total carrera | Total carrera | Total carrera | 231 | 103 | 17 | 13 | 4  | 5   | 252  | 121  | 0,48 |
| (1) Incluye datos de la Copa de la República (1943, 1944, 1945); Copa Adrián C. Escobar (1943, 1946); Copa de Competencia Británica (1944, 1945, 1946); Copa Dr. Carlos Ibarguren (1944). (2) Incluye datos de la Copa de Confraternidad Escobar-Gerona (1945, 1946). (3) No incluye goles en partidos amistosos. |               |               |     |     |    |    |    |     |      |      |      |

### Hat-tricks
| 1 | 5 de septiembre de 1943 | Alberto J. Armando, Buenos Aires            | Boca Juniors - Chacarita Juniors           |  | 10 - 4 | Primera División 1943 |
| 2 | 8 de abril de 1945      | Arquitecto Ricardo Etcheverri, Buenos Aires | Boca Juniors - Atlanta                     |  | 6 - 2  | Copa Británica 1945   |
| 3 | 19 de octubre de 1947   | Estadio de Platense, Vicente López          | Platense - Boca Juniors                    |  | 1 - 3  | Primera División 1947 |
| 4 | 2 de mayo de 1948       | Alberto J. Armando, Buenos Aires            | Boca Juniors - Gimnasia y Esgrima La Plata |  | 7 - 2  | Primera División 1948 |

## Palmarés

### Campeonatos nacionales
| Título                        | Club         | País      | Año  |
| ----------------------------- | ------------ | --------- | ---- |
| Primera División              | Boca Juniors | Argentina | 1943 |
| Primera División              | Boca Juniors | Argentina | 1944 |
| Copa Carlos Ibarguren         | Boca Juniors | Argentina | 1944 |
| Copa de Competencia Británica | Boca Juniors | Argentina | 1946 |

### Campeonatos internacionales
| Título              | Club         | Sede final | Año  |
| ------------------- | ------------ | ---------- | ---- |
| Copa Confraternidad | Boca Juniors | Uruguay    | 1945 |
| Copa Confraternidad | Boca Juniors | Argentina  | 1946 |